# Antonio José González Zumárraga
Pour les articles homonymes, voir Antonio González, González et Zumarraga (homonymie).
Antonio José González Zumárraga, né le 18 mars 1925 à Pujili (en) en Équateur et mort le 13 octobre 2008 à Quito est un cardinal équatorien, archevêque de Quito.

## Biographie

### Prêtre
Après avoir obtenu un doctorat en droit canon à l'Université pontificale de Salamanque en Espagne, Antonio José González Zumárraga est ordonné prêtre le 29 juin 1951 pour le diocèse de Quito.
Il commence son ministère sacerdotal comme curé de paroisses tout en enseignant le droit canon à l'Université pontificale catholique d'Équateur. En 1964, il devient chancelier diocésain.

### Évêque
Nommé évêque auxiliaire de Quito en Équateur le 17 mai 1969, il est consacré le 15 juin suivant par le cardinal Pablo Muñoz Vega. Il est ensuite nommé évêque du diocèse de Machala le 30 janvier 1978, puis archevêque coadjuteur de Quito le 28 juin 1980. Il devient archevêque titulaire le 1er juin 1985. 
Il assume cette responsabilité jusqu'au 21 mars 2003, date à laquelle il se retire pour raison d'âge.
Il préside la Conférence épiscopale équatorienne de 1987 à 1993.

### Cardinal
Jean-Paul II le crée cardinal lors du consistoire du 21 février 2001 avec le titre de cardinal-prêtre de S. Maria in Via.
Atteint par la limite d'âge le 18 mars 2005, date de son 80e anniversaire, il n'est plus électeur pour le conclave qui se tient un mois plus tard et qui voit la désignation de Benoît XVI.

## Succession apostolique
Antonio José González Zumárraga a ordonné les évêques suivants :
- Évêque Germán Pavón Puente (es) (1989)
- Archevêque Antonio Arregui Yarza (es) (1990)
- Évêque Miguel Ángel Aguilar Miranda (es) (1991)
- Évêque Frumencio Escudero Arenas (es) (1992)
- Évêque Carlos Anibal Altamirano Argüello (1994)
- Évêque Julio César Terán Dutari (de), S.I. (1995)
- Évêque Luis Antonio Sánchez Armijos (es), S.D.B. (2002)